# Abkalli
Akballi (arab. ابقللي) – wieś w Syrii, w muhafazie Idlib. W 2004 roku liczyła 242 mieszkańców.